# 多夫巴赫河 (富爾特巴赫河支流)
47°27′03″N 8°23′24″E / 47.45088°N 8.38994°E

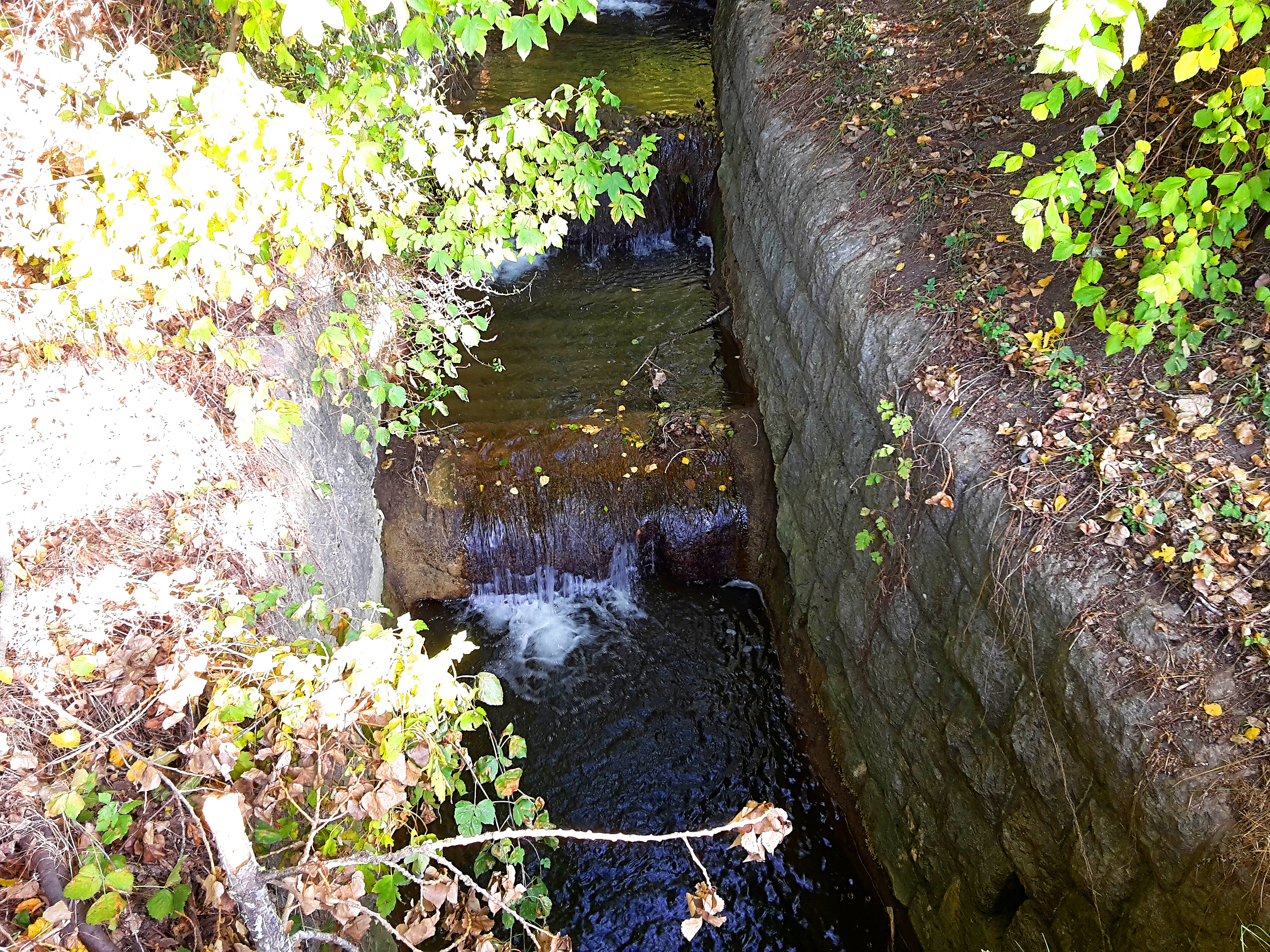

多夫巴赫河是瑞士的河流，位於該國北部，流經蘇黎世州，屬於富爾特巴赫河的右支流，河道全長4.7公里，流域面積5.9平方公里，發源自博珀森，河口處在奧特芬根。